# Отрадный (ручей)
Отра́дный (укр. Відрадний) — подземный правый приток Лыбеди. Протяжённость ручья вероятно не превышает 1 км. Протекал в посёлке Отрадном, ныне густонаселённом районе Киева. Истекает из прудов в одноименном парке, в том самом парке, где стоит памятный камень, гласящий, что здесь начиналась река Лыбедь. Ручей Отрадный впадает в подземную часть Лыбеди, называемую исследователями «Источной». Полностью взят в коллектор.